# Cryptotettix impennis
Cryptotettix impennis är en insektsart som beskrevs av Günther, K. 1939. Cryptotettix impennis ingår i släktet Cryptotettix och familjen torngräshoppor. Inga underarter finns listade i Catalogue of Life.